# Таємна історія монголів
«Таємна історія монголів» (Mongɣol Ун niɣuca tobciyan; ᠮᠣᠩᠭᠣᠯ ᠤᠨ ᠨᠢᠭᠤᠴᠠ ᠲᠣᠪᠴᠢᠶᠠ; Монголин нууц товчоо; Монголин nuuts tovchoo; 蒙古秘史; Měnggǔ Mìshǐ) — напівепічний, напівісторичний твір, видатна й перша анонімна літературна пам'ятка середньовічного монгольського письменства та історичної спадщини монгольського народу.

## Про твір
Є першим літературним твором Монголії, створеним 1240 року, найстарішим літературним джерелом, текст якого зберігся і дійшов до наших днів. Його було складено після смерті Чингісхана і представлено за часів Угедея Курултаєві.
Хроніка розповідає долю роду Борджигатів, до якого належав Чінгіс Хаан, життєпис самого Темужіна — Великого Хана Чінгіса, подано свідчення про правління Уґедей-хана, міфи, фрагменти вояцького епосу, легенди, перекази, пісні-настанови дітям, клятви, присяги, традиційні побажання (єрөөли), славні (магтаали) тощо. Понад половини тексту написано у віршованій формі. Пам'ятка має складний складовий характер. Містить фрагменти стародавніх міфів та билинного епосу, народні легенди й перекази. Приблизно третина пам'ятки написана віршами: пісні, настанови та умовляння батьків синам, клятви або присяги васалів сюзерену, посольські «слова», традиційні доброзичливості та вихваляння. Незважаючи на те, що оповідання має напівепічний характер, у ньому також наявні документальні матеріали.
Укладач «Таємної історії монголів» невідомий, але з великою імовірністю він походить із оточення Угедея. Ним міг бути Шіґіхутуху ― брат Угедея.
Більшість сучасних дослідників сходяться на думці, що первісною назвою пам'ятки, написаної уйгурським письмом монгольською мовою, принаймні першої частини твору, було «Чінгіс хаан-у худжаур», тобто «Походження Чінгіс-хана». Ще в 1907 р. японський учений Нака Мітіо (яп. 那珂通世) звернув увагу на особливості перших трьох рядків тексту, а в 1940 р. Ісіхама Дзюнтаро (яп. 石濱純太郎) уперше висловив гіпотезу, що назвою пам'ятки є третій рядок на першій сторінці.
Оригінал пам'ятки не зберігся. Ймовірно, автор спочатку писав цей літопис монгольським уйгурським письмом. Усі збережені тексти походять із транскрипцій (китайськими ієрогліфами монгольською мовою) або перекладів китайськими ієрогліфами, які датуються кінцем XIV ст. і були складені династією Мін під назвою «Таємна історія династії Юань» (кит. 《元朝秘史; піньінь: Yuáncháo Mìshǐ). Є також текст, відомий як Тобчіян (кит. 脫必赤; піньінь: Tuōbìchìyán або 脫卜赤顏; Tuōbǔchìyán) в історії Юаня. Декілька уривків «Таємної історії» з'являються в дещо інших версіях у монгольській хроніці XVII ст. «Алтан Тобчі» («Золотий підсумок»). Монгольський текст «Юань-чао мі-ши» був переписаний китайськими ієрогліфами між 1382 і 1389 рр. та передає монгольську придворну мову, як вона звучала в устах Хо Юань-цзе та Ма-ша І-хе. Це можливо за допомогою китайських знаків, що мають читатися так, як вони читалися в Північному Китаї наприкінці XIV ст.

## Зміст
Усі відомі на сьогодні списки «Юань-чао бі-ши» сягають двох оригіналів: А — ділився на 12 цзюаней (10 основних і 2 додаткових); В — ділився на 15 цзюанів. Зміст списків А і В однаковий, а відмінна кількість цзюаней є результатом різного механічного поділу одного й того самого тексту. Весь текст пам'ятки поділено на 282 ненумеровані параграфи. Текст написано на розлиненому китайському аркуші з вертикальними рядками. Кожен параграф містить рядки транскрибованого китайськими ієрогліфами монгольського тексту. Паралельно йдуть рядки з перекладом кожного слова китайською мовою. Наприкінці параграфа вказано зв'язний виклад параграфа китайською мовою. У транскрибованому тексті назви племен і народів позначені жовтою рискою, географічні назви — зеленою, а всі інші слова — червоною. Дослідники виділяють у «Юань-чао бі-ши» три великі блоки, що сильно відрізняються одне від одного стилістично: «Родовід Чінгіс-хана» (§ 1-59); «Історія» (Історія Чінгіс-хана або Золота історія) (§ 60-268); «Історія» (Історія Уґедей-хана) (§ 269—282).
У детальній структуризації твір, як правило, умовно поділяють на 13 розділів: І) Походження роду, народження Темужіна та його дитинство;
II) Юність Темужіна. Гіркі переживання;
III) Союз із Ван-ханом. Знищення меркитів. Темужін приймає ім'я Чінгіс Хаана групи монгольських родин;
IV) Ворожа коаліція на чолі з Джамухою і Тайічіудою;
V) Подальші бої в степах. Онг-чан входить у табір ворога. Знищення татарів;
VI) Битва при Хархалзан-Елет. Втеча і несподівана перемога Чінгіса над його ворогами. Знищення хереїдів;
VII) Смерть Ван-хана. Перемога над найманами та меркітами;
VIII) Втеча Хучулуга. Смерть Джамухи. Чінгіс Хаан — правитель народів Монголії. Становлення імперії. Принципи організації армії та державного управління;
IX) Відзнаки, нагороди та ласки для товаришів. Організація охорони.
Х) Уйгури під владою Чінгіс Хаана. Боротьба з лісовими народами. Смерть шамана Теб-Тенгрі;
XI) Війна з юрдженцями. Великий військовий похід проти Хорезмської держави;
XII) Завоювання Тангутської держави Сі-Ся, Північного Китаю, Середньої Азії. Смерть Чінгіс Хаана;
ХІІІ) Уґедей-хан і подальші війни на Заході. Завоювання Китаю династії Цзінь. Накази та реформи нового правителя.
Загалом «Таємну історію Монголів» умовно поділяють на три частини.
Перша — генеалогічна, де представлений родовід Чінгіс Хаана у двадцяти з лишком поколінь, що йдуть углиб століть. Вказується не лише генеалогія предків Чінгіс Хаана, а й інших родів, що походили, як і вони, від легендарного Борте-Чоно та його дружини Гоо-марал. Твір починається з напівміфічної генеалогії Темужіна. За легендою, сіро-блакитний вовк і лань із волі Всевишнього Неба породили першого монгола на ім'я Борте-Чоно. Вони й стали також предками духу роду й усіх Монголів. До того ж це не просто перелік імен чи схема генеалогічного дерева. У багатьох випадках викладаються різні подробиці або пояснюється етимологія імен засновників майбутніх родів та племен. Незважаючи на свою стислість, перша, генеалогічна частина торкається історії поколінь протягом декількох століть.
Друга — розповідь про XII—XIII ст. Ця частина твору є основною і найбільшою за обсягом, де оповідаються події шести–семи десятиліть, пов'язаних із Темужіном, або Чінгіс Хааном, його оточенням та супротивниками. Події безпосередньо повідомляють про діяльність Чінгіс Хаана в Монголії та завоювання, соратників і ворогів, становлення імперії — Улусу Великих Монголів. Тут кардинально змінюється характер оповіді: вона стає докладнішою, уважнішою до деталей, поведінки та характеру людей, до навколишнього світу. Усі ці подробиці викладаються не просто так, а у зв'язку з розвитком дії, аби точніше прояснити його. Сюжет захоплює увагу читача своєю динамікою та драматизмом. Водночас не втрачається відчуття правдивості й реальності подій та людських доль.

## Історія вивчення
Енциклопедія зберігалася в імператорському палаці. У 1562—1567 рр. з єдиного екземпляра «Юнле дадянь» було знято копію, яка також зберігалася в палаці. 1773 р., коли, за наказом імператора Цяньлун, складали бібліотеку, виявилося, що основний екземпляр «Юнле дадянь» повністю втрачено, а копія збереглася частково. У цій частині була копія «Юань бі-ши». У Китаї наприкінці XVIII ст. «Юань-чао бі-ши» почав вивчати й досліджувати Цянь Дасінем (1728—1804 рр.), чим практично ввів її до наукового обігу. Він мав у своєму розпорядженні рукописний список, копію тексту з «Юнле дадянь» у 15 цзюанях. Цянь Дасінь також був першим, хто написав колофон до «Юань-чао бі-ши»8. За правління імператора Юнчжена копію було передано до Академії Ханьлінь. У 1900 р. під час повстання Іхетуань в Академії Ханьлінь сталася пожежа, у результаті якої томи енциклопедії з «Юань бі-ши» згинули.
Слідом за Цянь Дасінем над списком «Юань-чао бі-ши» працював вчений Бао Тінбо (1728—1814 рр.). Імовірно, його список входив до списку Цянь Дасіня. У 1805 р. він зробив звірення тексту списку — копії тексту «Юнле дадянь» із неповним екземпляром першого мінського видання пам'ятки, що належав чиновнику та вченому Цзінь Деюю, і заповнив лакуни, які були в списку з «Юнле дадянь». У 1847 р. цей список мав Хань Тайхуа, і в 1872 р. його придбав голова Російської духовної місії в Пекіні, один з основоположників російської академічної сінології — архімандрит Палладій (П. І. Кафаров). Саме П.Кафаров увів «Юань-чао бі-ши» до наукового обігу в Росії та в європейських країнах, опублікувавши в 1866 р. переклад російською мовою зв'язного китайського тексту, назвавши його «Старовинне монгольське сказання про Чінгіс-хана». Наразі рукопис зберігається в Східному відділі Наукової бібліотеки ім. М.Горького Санкт-Петербурзького державного університету. У 1962 р. його вперше опублікував Б. І. Панкратов у Видавництві східної літератури в Москві. Радянський сінолог і монголознавець Б.Панкратов зробив лінгвістично точний переклад «Юань бі-ши» російською мовою, досліджував це джерело понад 50 років.
Варто також згадати й про «Рукопис Гу» («Гу-цзяо бень» або «Вивірена копія Гу» (Gu's Certified Copy) — списки, що діляться на 12 цзюаней. Їх у 1804 р. відкрив вчений-текстолог Гу Гуан-ці (1776—1835 рр.). У бібліотеці чиновника Чжан Сян-юня (правителя Лучжоу) він виявив чудово збережений список, що був знятий транспарантом із мінського ксилографічного видання. У 1805 р. Гу Гуан-ці зняв із нього копію, звірив її зі списком Цянь Дасіня, що є копією тексту з «Юнле дадянь», і виявив багато різночитань. Гу Гуан-ці дійшов висновку, що ця копія краща за список з «Юнле дадянь» як за якістю тексту, так і за розташуванням параграфів. Під час роботи Гу Гуан-ці наприкінці кожного розділу позначав кількість аркушів і дату закінчення звірення глави та ставив свою печатку.
Наприкінці ХІХ ст. оригінал «Гу-цзяо бень» опиняється в ученого-колекціонера Шен-юя (1850—1900 рр.). Взимку 1885 р. Лі Веньтянь (1834—1895 рр.) та Вень Тін-ші (1856—1904 рр.) здобули можливість зняти копії з «Гу-цзяо бень», після чого Лі Веньтянь написав коментар під назвою «Юань-чао бі-ши чжу», який було опубліковано в 1896 р. Після смерті Шен-юя його бібліотека була розформована та втрачена. Однак оригінал «Гу-цзяо бень» несподівано опинився в бібліотеці шанхайського видавництва «The Commercial Press», яке в 1936 р. видало його фотолітографічним способом у складі третьої серії Сибу цункань (кит. 四部叢刊). Оригінал «Гу-цзяо бень» щасливим чином зберігся в період Другої світової війни, оскільки під час бомбардування японцями Шанхая будівлі «The Commercial Press» було зруйновано, а «Гуцзяо бень» зник із бібліотеки. Найбільш близьким до оригіналу вважається список пам'ятки, що зберігається в Національній бібліотеці Китаю під номером 7394 й називається «Рукопис Гу» чи «Гу-цзяо бень» або «Вивірена копія Гу» (Gu's Certified Copy). Крім того, Вень Тін-ші зняв зі свого списку копію і подарував її у 1902 р. японському сінологові Найто Торадзіро. Він також зробив копію зі свого списку та подарував її японському вченому Нака Мітіо, який 1907 р. опублікував японський переклад «Юань-чао бі-ши», забезпечивши його численними коментарями. На сьогодні копія «Гу-цзяо бень», зроблена Найто Торадзіро, зберігається в бібліотеці Інституту гуманітарних досліджень Університету Кіото в Японії16. Після смерті Вень Тін-ші його копія перейшла у володіння колекціонера-бібліографа Е.Дехуея (1864—1927 рр.), який у 1908 р. опублікував її ксилографічним способом. У 1942 р. текст цього ксилографа (з виправленнями) був виданий набірним шрифтом японцем Сіраторі Куракіті. Копія Вень Тін-ші довгий час зберігалася в приватних руках, а у 2009 р. її продали на аукціоні в Пекіні.
До наших днів дійшов також 41 розрізнений аркуш мінського ксилографічного видання, виявлений у 1933 р. у пекінському імператорському палаці на старих складах. Нині він зберігається в Національній бібліотеці Пекіна. Коли він був знайдений, то виявилося, що список Гу Гуан-ці можна вважати найбільш надійним, що сягає першого друкованого видання пам'ятки.
Нині існує вісім наукових варіантів відновленого в повному обсязі середньомонгольського тексту: Е.Геніша, С. А. Козіна, Сіраторі Куракіті, Ц.Дамдинсурена, П.Пелліо, Л.Лігеті, І. де Рахевільца, Т.Дашцедена. Загалом станом на 2023 рік є понад 30 як літературних, так і наукових перекладів «Таємної історії Монголів» багатьма сучасними мовами монгольською, англійською, німецькою, польською, французькою, угорською, російською, казахською, китайською, японською, бурятською та ін.

## Переклад українською
Видання українською мовою твору «Таємна історія монголів» у перекладі До Тайж Цогтсайхан Цеденсоном було здійснене 2023 року видавництвом «Саміт-книга». Передмову до книги написав доктор історичних наук Павло Гай-Нижник, коментарі і пояснення до тексту перекладу зробили До Тайж Цогтсайхан Цеденсоном та Павло Гай-Нижник. До Тайж Цогтсайхан Цеденсоном — український письменник монгольського походження. Над перекладом він працював з 2011 до 2022 року. Надихнув його на цю працю доктор історичних наук Ярослав Дашкевич під час науково-просвітницької акції «Україна — Монголія: 800 років у контексті історії», що відбулася в 2006 році.